# 에드윈 R. 틸레
에드윈 R. 틸레(Edwin R. Thiele, 1895년 9월 10일 ~ 1986년 4월 15일)는 중국에서 활동했던 미국의 제7일 안식일 예수 재림교회 선교사이자 편집자, 고고학자, 저술가였다. 유대 왕국 연구로 가장 잘 알려져 있다.

## 같이 보기
- 역사적 성경해석